# Hilliard (Ohio)
Pour les articles homonymes, voir Hilliard.
Hilliard est une ville du comté de Franklin, dans l’État de l’Ohio. Lors du recensement de 2010, sa population s’élevait à 28 435 habitants. Sa superficie totale est de 34,55 km2.

## Source
- (en) Cet article est partiellement ou en totalité issu de l’article de Wikipédia en anglais intitulé « Hilliard, Ohio » (voir la liste des auteurs).